# William Hamilton (diplomat)
Sir William Hamilton, škotski diplomat, zgodovinar, arheolog in vulkanolog, * 12. januar 1731, † 6. april 1803.
Hamilton je bil sprva poslanec britanskega parlamenta, nato pa je bil med letoma 1764 in 1800 britanski veleposlanik pri Dveh Sicilijah.
Čas je izkoristil za preučevanje ognjenikov Vezuva in Etne. Ravno v času njegovega prihoda je postal Vezuv aktiven in na podlagi poročila o izbruhu je bil izvoljen za člana Kraljeve družbe. Jeseni 1767 je sledil močnejši izbruh, ki ga je spet popisal za društveno revijo Philosophical Transactions. Za kasnejše poročilo o vzponu na Etno mu je Kraljeva družba podelila Copleyjevo medaljo.